# Martin Van Buren National Historic Site
Die Martin Van Buren National Historic Site ist ein historisches Denkmal unter der Verwaltung des National Park Service der Vereinigten Staaten. Das Areal liegt im Columbia County, New York, direkt südlich des Ortes Kinderhook und ungefähr 30 km südlich der Stadt Albany. Es umfasst den Landsitz Lindenwald des achten Präsidenten der Vereinigten Staaten, Martin Van Buren, den dieser noch während seiner Amtszeit im Jahre 1839 erwarb und der ihm nach dem Ende seiner Amtszeit bis zu seinem Tod im Jahre 1862 als Wohnsitz diente.

## Geschichte
Das erste Gebäude auf dem Gelände und der Kern des heutigen Hauses, war das Wohnhaus für die Familie Peter Van Ness’ das am Ende des 18. Jahrhunderts errichtet wurde. Es ist heute noch als ein im Kern georgianisches Haus mit zwei Geschossen, Vollkeller und Dachgeschoss erkennbar. Einen eindeutigen Hinweis auf die Bauzeit stellt die Jahreszahl „1797“ auf dem Knauf der Eingangstür dar. Die symmetrische Fassadengestaltung der Eingangsseite zeigt ein zentrales venezianisches Fenster und einen aufwendig gestalteten Eingangsbereich. Das Gebäude verfügte wahrscheinlich noch über zwei rückwärtige Flügel, von denen sich heute aber keine nennenswerten Spuren mehr finden. Der Sohn von Peter Van Ness veränderte 1810 die Raumaufteilung im Obergeschoss und ließ die Anzahl der Räume deutlich vergrößern.
1824 verkaufte die Familie Van Ness das Gebäude, 1839 erwarb es Martin Van Buren zusammen mit 137 Acre landwirtschaftlicher Nutzfläche. Nach seiner Niederlage in der Präsidentschaftswahl von 1840 verlegte er seinen Wohnsitz nach Lindenwald und begann damit, das Anwesen nach seinen Vorstellungen umzugestalten. Die Treppen im Inneren wurden verändert, ein Speisesaal für bis zu 30 Personen sowie Anlagen zur Verbesserung des Wohnkomforts (Heizung, Bad, Klingeln) eingebaut. Ab 1849 erfolgte der größte Umbau, der den heutigen Zustand des Hauses bestimmte. Smith Thompson Van Buren, einer der Söhne Martin Van Burens, beauftragte Richard Upjohn mit einer Erweiterung der Anlage, damit er mit seiner Familie ebenfalls dort wohnen konnte. Upjohn ergänzte einen einstöckigen, voll unterkellerten Anbau auf der Südwestseite des Hauses sowie den Turm in einem Stil, der sich an Wohngebäuden der italienischen Renaissance orientierte. Gleichzeitig erfolgten Umbauten im Inneren und eine Erweiterung der Haustechnik, bei der unter anderem eine der ersten Zentralheizungen der Umgebung installiert wurde.
Der von Martin Van Buren für das Anwesen geprägte Name „Lindenwald“ orientiert sich an der Lindenallee der alten Poststraße, die direkt vor dem Haus entlangführt. Bis zu seinem Rückzug aus der aktiven Politik in den 1850er-Jahren bildete Lindenwald das Zentrum der Tätigkeit Martin Van Burens. Von hier aus leitete er seine politischen Kampagnen für die Präsidentschaftswahlen von 1844 und 1848. Während dieser Zeit erweiterte Van Buren seinen Gesamtbesitz auf über 225 Acre, von denen über 190 Acre landwirtschaftliche Fläche waren, um deren Bewirtschaftung er sich intensiv persönlich kümmerte. Das Anwesen diente ihm hauptsächlich zu repräsentativen Zwecken, sollte dabei den von ihm propagierten Lebensstil symbolisieren und gleichzeitig eine angemessene Rendite abwerfen. Im Laufe der Jahre verbesserte und modernisierte er die eingesetzten landwirtschaftlichen Methoden beständig. Für seine politische Arbeit nutzte Martin Van Buren die für ein Haus der Gegend ungewöhnlich umfangreich ausgestattete Bibliothek.
Nach dem Tod Martin Van Burens 1862 nutzte sein Sohn John Van Buren das Haus für kurze Zeit, danach wechselte es innerhalb eines Jahrzehntes vier Mal den Besitzer. 1874 kam es für längere Zeit in den Besitz der Familie Wagoner, die es renovieren und umbauen ließ. Die letzten großen Veränderungen erfuhr das Gebäude als es 1957 im Besitz von Kenneth Campbell war, der eine sehr große Veranda auf der Ostseite anbauen ließ und die komplette Haustechnik auf einen zeitgemäßen Stand brachte.

## Schutzstatus
Lindenwald wurde 1961 zunächst zu einer National Historic Landmark und am 26. Oktober 1974 zu einer National Historic Site erklärt.

## Moderner Zustand
Das Gelände liegt unmittelbar an der New York State Route 9H am Ostufer des Kinderhook Creek auf einem ungefähr 5,2 ha großen parkähnlichen Grundstück. Es gibt ein Besucherzentrum, das verschiedene Programme für Interessierte bietet. Das Haupthaus wurde restauriert und zeigt heute den Zustand zur Zeit Martin Van Burens. Zugang zum Gebäude selber ist nur im Rahmen von geführten Touren des National Park Service möglich, der Turm ist nicht mehr öffentlich zugänglich. Ursprünglich gab es auf dem Gelände noch zwei „Torhäuser“ in der Nähe der beiden Zufahrten auf das Gelände. Das südliche wurde in den 1950er-Jahren abgerissen, sein Standort ist noch durch die Reste des Fundamentes erkennbar. Im Inneren des Gebäudes haben sich noch Teile der Heizungs- und Sanitäranlagen von Mitte des 19. Jahrhunderts sowie Teile der Innenausstattung erhalten.

## Fotografien

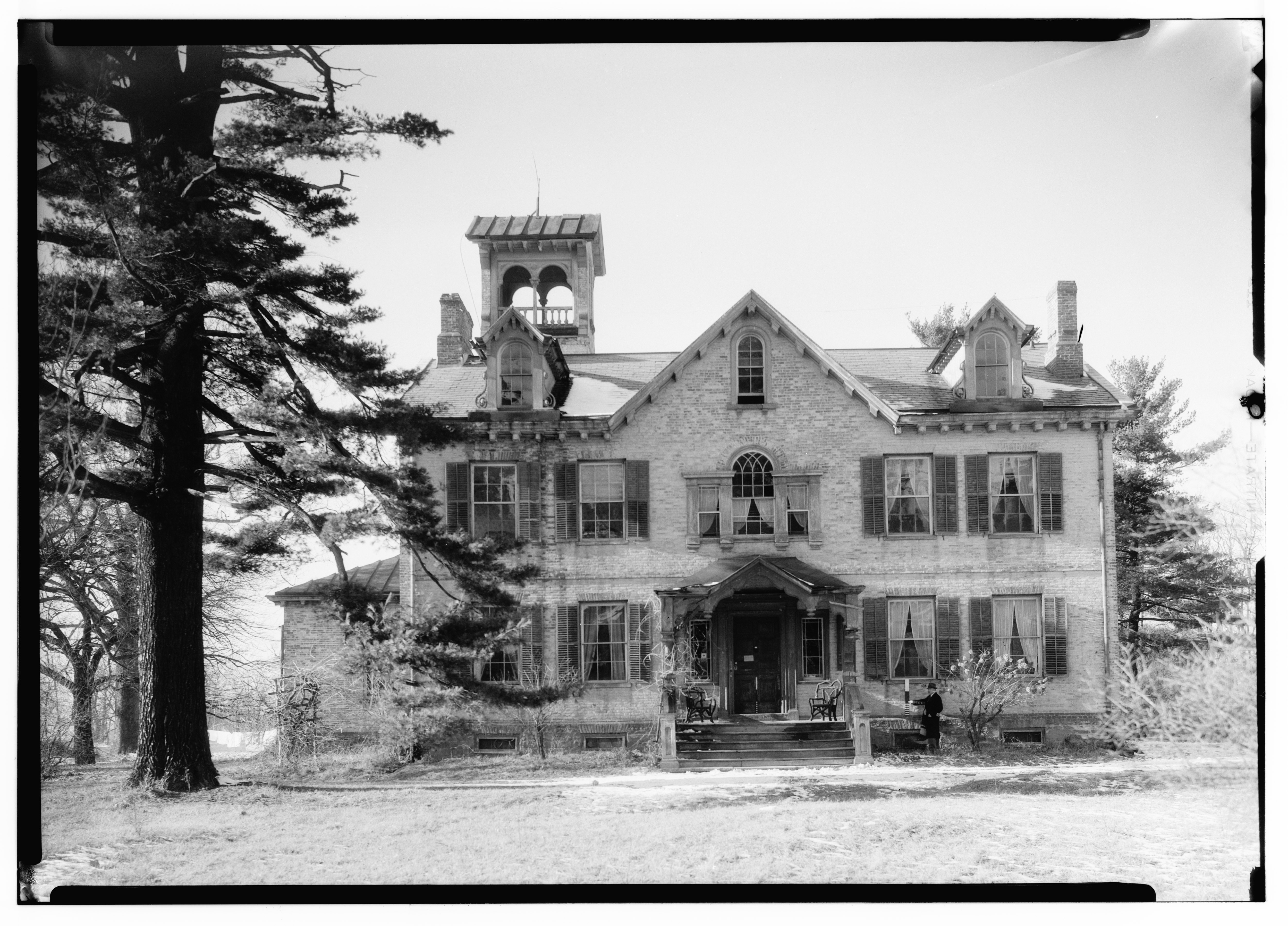
Haupthaus 1937
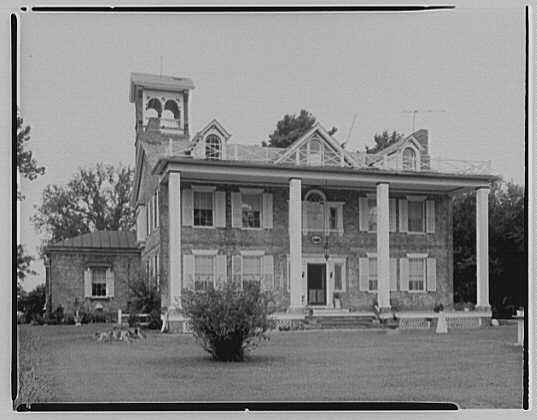
Haupthaus 1961
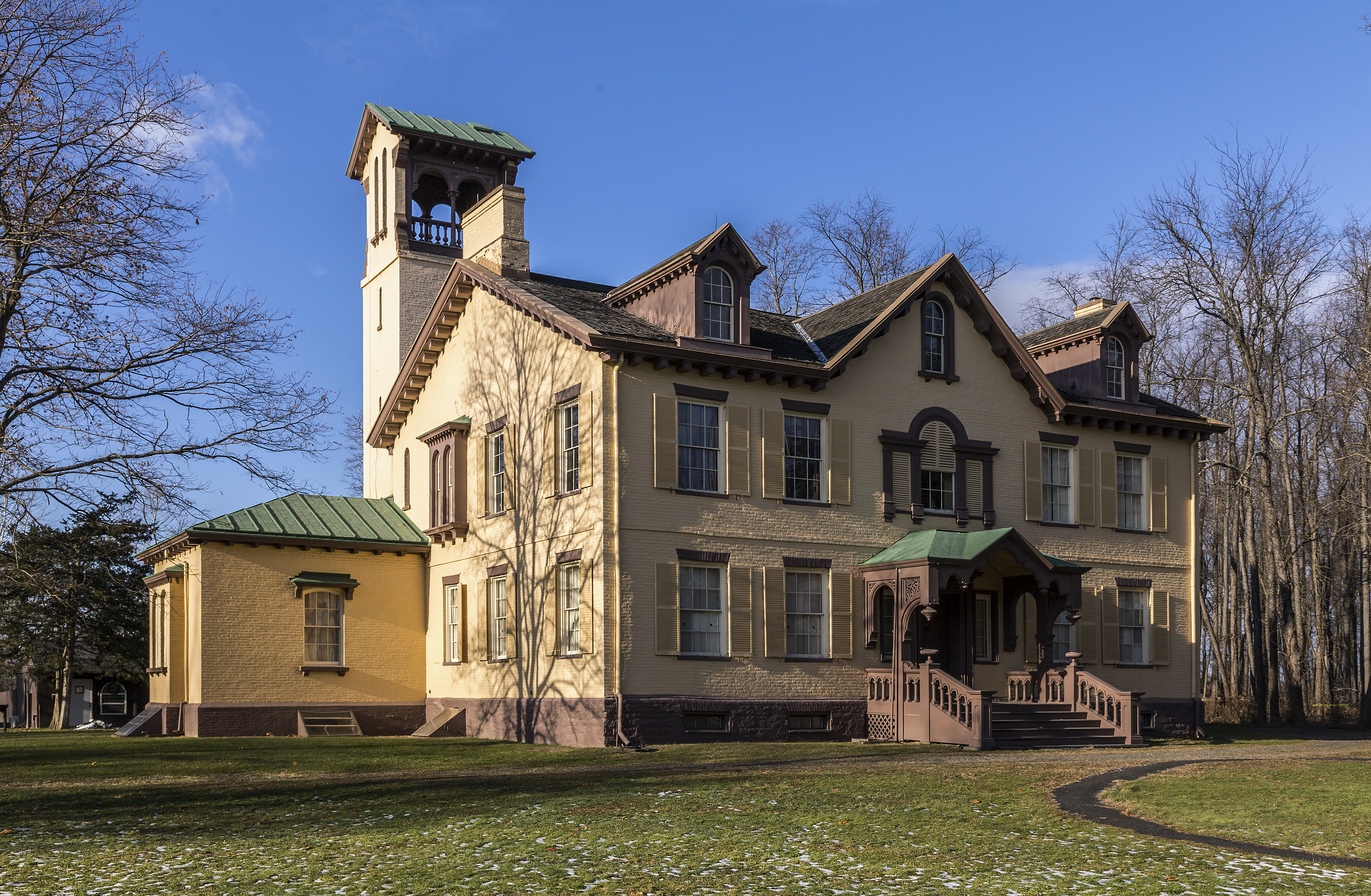
Haupthaus 2017
Historische Aufnahme eines der Torhäuser
Historische Aufnahme einer der Scheunen